# Синешапочный лори-отшельник
Синешапочный лори-отшельник (лат. Vini australis) — птица отряда попугаеобразных.

## Внешний вид
Длина тела 17—19 см, хвоста 6,5 см. Окраска оперения зелёная. Узкие удлинённые перья на голове синего цвета. Щёки и низ шеи красные, по середине брюшка имеется красное пятно. Верхняя часть перьев хвоста и низ на внутреннем опахале жёлтые. Середина подхвостья и голени тёмно-фиолетовые.

## Распространение
Обитают на островах Тонга, Футуна, Самоа и архипелаге Лау.

## Образ жизни
Населяют прибрежные леса; живут группами. Питаются главным образом цветами кокосовых пальм и гибискусов, а также нектаром, пыльцой, ягодами и личинками насекомых.

## Размножение
Гнёзда устраивают в дуплах деревьев, иногда в норах, которые сами выкапывают.

## Фото

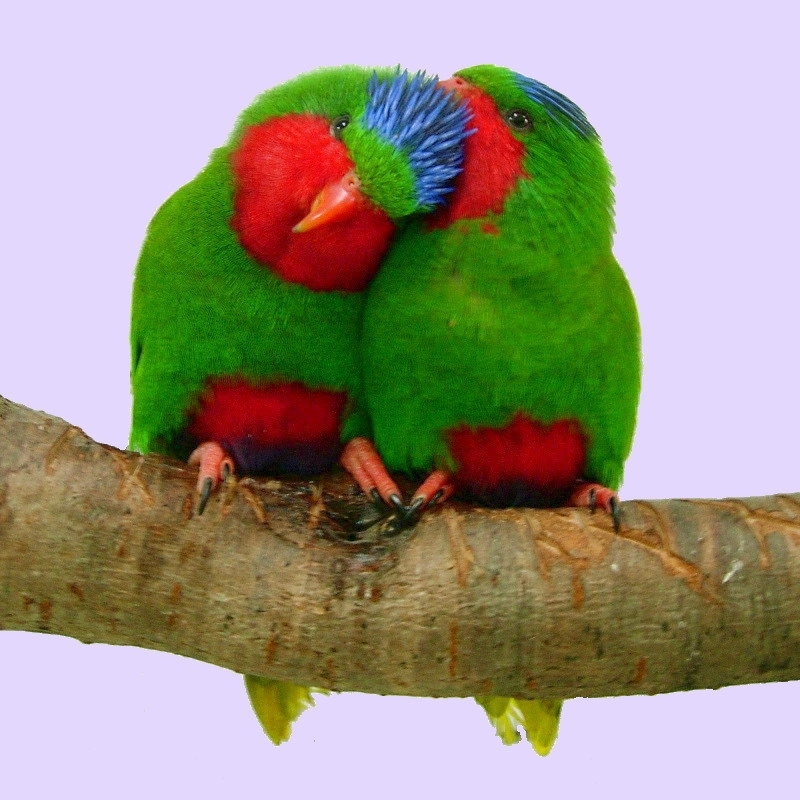
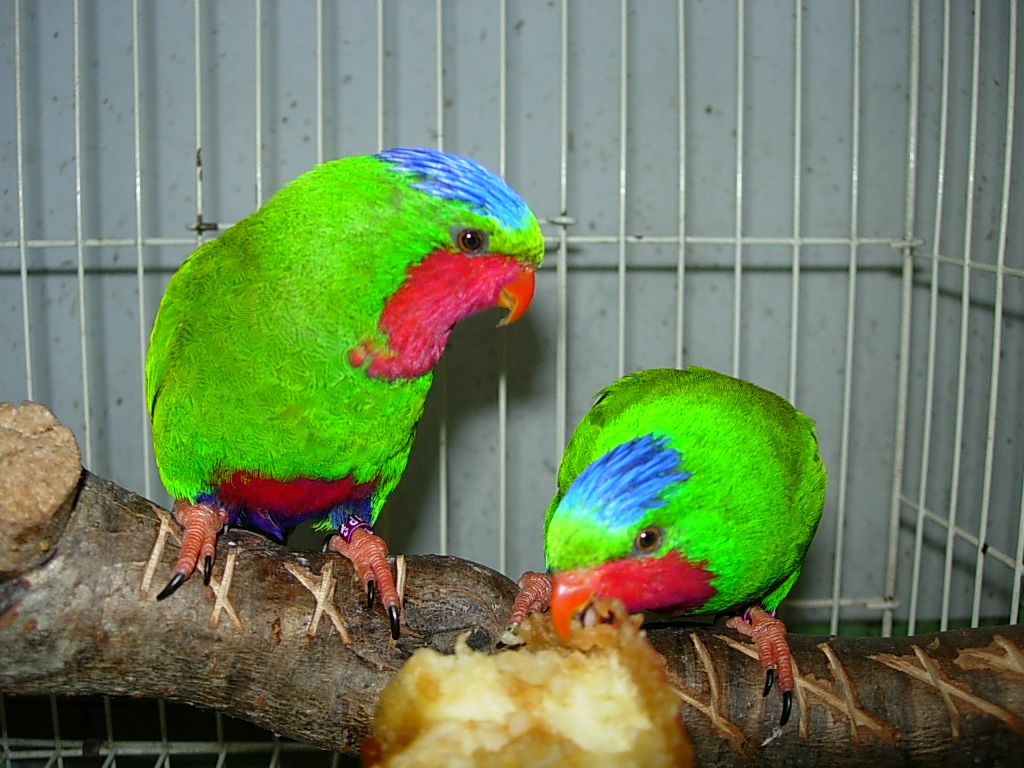
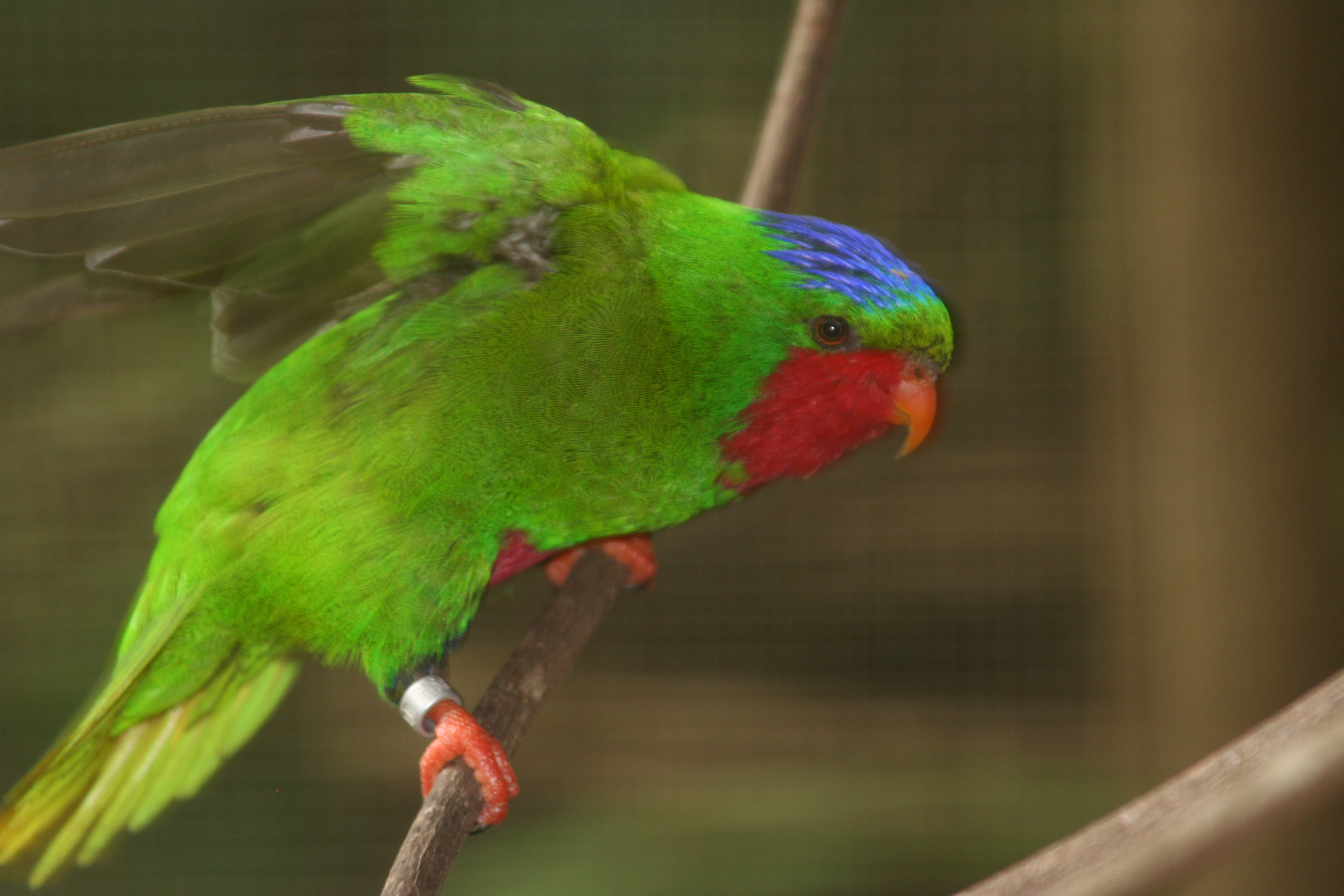
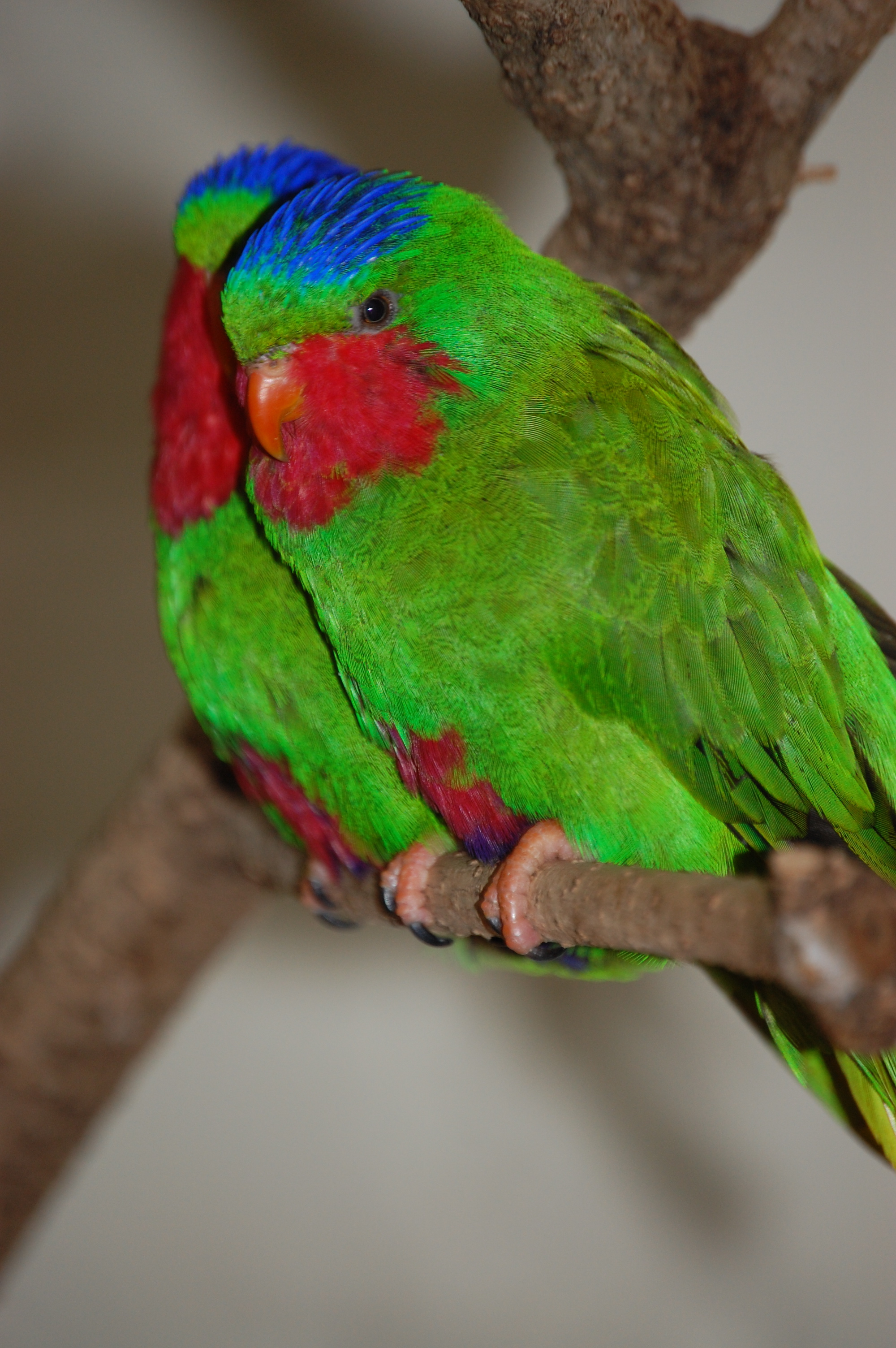
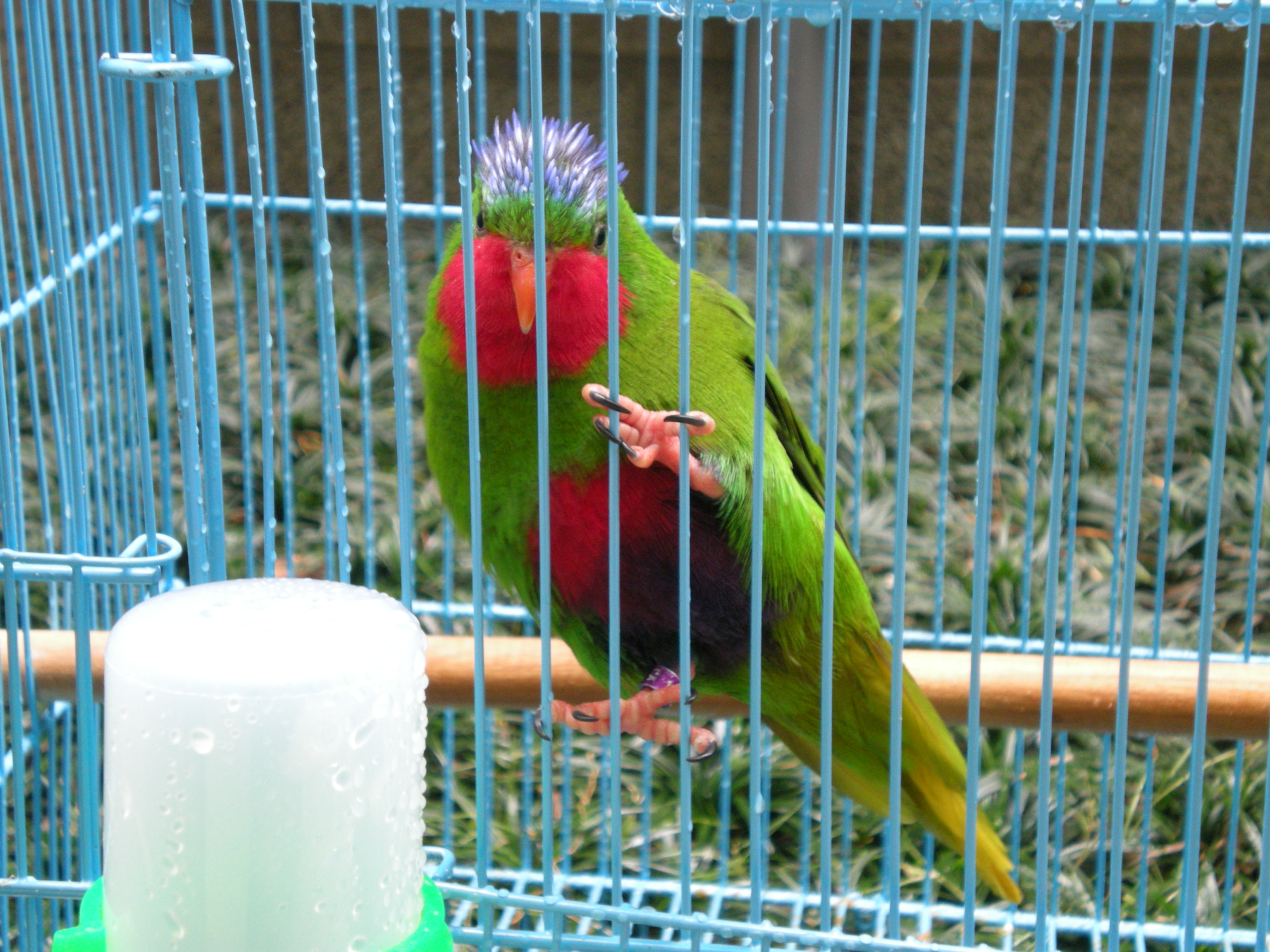